# Staurogyne argentea
Staurogyne argentea är en akantusväxtart som beskrevs av Nathaniel Wallich. Staurogyne argentea ingår i släktet Staurogyne och familjen akantusväxter. Utöver nominatformen finns också underarten S. a. angustifolia.